# Olga Szabó-Orbán
Olga Szabó-Orbán (ur. 9 października 1938 w Klużu, zm. 5 stycznia 2022 w Budapeszcie) – rumuńska florecistka pochodzenia węgierskiego, trzykrotna medalistka olimpijska i wielokrotna medalistka mistrzostw świata.
Na igrzyskach olimpijskich w Melbourne w 1956 roku wywalczyła srebrny medal w turnieju indywidualnym. Walkę barażową o złoto przegrała 2:4 z Gillian Sheen z Wielkiej Brytanii. Na rozgrywanych cztery lata później igrzyskach olimpijskich w Rzymie była piąta w zawodach indywidualnych i drużynowych. Podczas igrzysk olimpijskich w Tokio w 1964 roku była piąta w zawodach drużynowych i dziewiąta w indywidualnych. Następnie zdobyła brązowy medal na igrzyskach olimpijskich w Meksyku w 1968 roku, gdzie reprezentacja Rumunii w składzie: Ecaterina Stahl-Iencic, Ileana Drîmbă, Olga Szabó-Orbán, Ana Ene i Maria Vicol zajęła drużynowo trzecie miejsce. Indywidualnie ponownie zajęła dziewiąte miejsce. Brała też udział w igrzyskach olimpijskich w Monachium w 1972, wspólnie z Ileaną Gyulai-Drîmbą, Ecateriną Stahl-Iencic i Aną Ene-Pascu ponownie zajmując trzecie miejsce w zawodach w zawodach drużynowych. W turnieju indywidualnym tym razem odpadła w pierwszej rundzie.
Podczas mistrzostw świata w Turynie w 1961 roku wspólnie z Aną Ene, Ecateriną Orb-Lazăr, Marią Vicol i Getą Sachelarie zajęła trzecie miejsce w turnieju drużynowym. W tej samej konkurencji zdobyła także złoty medal na mistrzostwach świata w Hawanie (1969), srebrne na mistrzostwach świata w Paryżu (1965) i mistrzostwach świata w Ankarze (1970) oraz brązowy na mistrzostwach świata w Montrealu (1967). Ponadto wywalczyła również trzy medale w turniejach indywidualnych: złoty na MS 1962, srebrny na MŚ 1965 (za Galiną Gorochową z ZSRR) oraz brązowy na MŚ 1970 (za Galiną Gorochową i Jeleną Nowikową).
Jej mąż Alexandru Szabó był waterpolistą i olimpijczykiem. W 1990 zamieszkali na Węgrzech. Pracowała jako trener w klubach CSA Steaua Bukareszt i Honvéd Budapeszt.